# Communicate (musikalbum)
Communicate är ett musikalbum av Paul Rein, utgivet 1986. Albumet var Paul Reins debutalbum och producerades till stor del av honom själv eller tillsammans med Christer Sandelin och Tommy Ekman. Låten Hold Back Your Love släpptes som singel samma år som albumet kom. På låten Dreamin' gjorde Gigi Hamilton (känd från gruppen Style) ett gästspel. 

## Låtlista
1. "Sex (The Final Version)"
2. "Communicate"
3. "I Can't Understand"
4. "Stop (Give It Up"
5. "Hold Back Your Love"
6. "Baby Blue"
7. "Show Me Tonight"
8. "Dreamin'"
9. "Got To Get Your Love"
10. "Good Times"
11. "Lady-O"
12. "Stop (Give It Up) (a cappella)"

## Medverkande
- Paul Rein - sång, synthesizer, trummaskin, emulator, Minimoog
- Gigi Hamilton - sång
- Christer Sandelin - stråkinstrument
- Michael Nilsson - gitarr
- Tobbe Stener - gitarr
- Nasty Medin - munspel
- Nicci Wallin - trummor